# Tschernyschewski (Sacha)

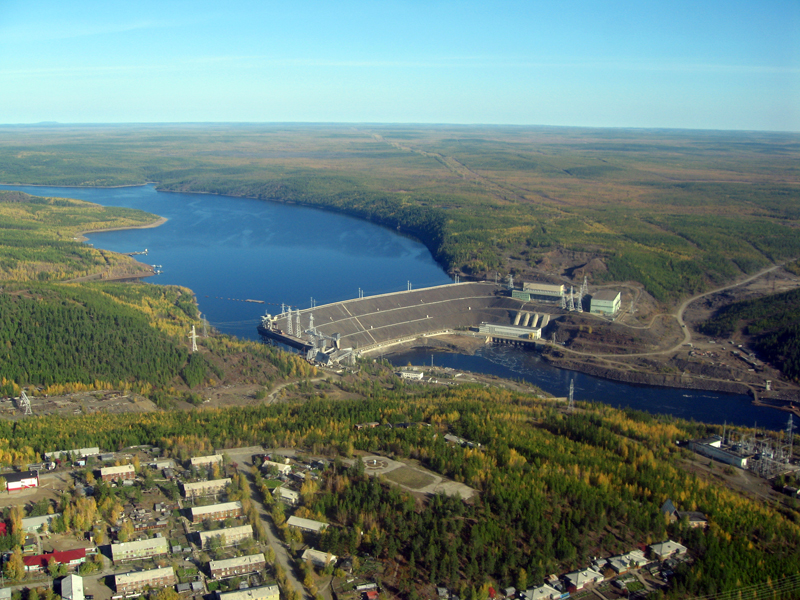
Tschernyschewski und der Wiljui-Staudamm

Tschernyschewski  (russisch Черныше́вский, jakutisch Чернышевскай) ist eine Siedlung städtischen Typs in der Republik Sacha (Jakutien) mit 5025 Einwohnern (Stand 14. Oktober 2010).

## Geographie
Die Siedlung liegt am südlichen Rand des zum Mittelsibirischen Bergland gehörenden Wiljuiplateaus etwa 900 Kilometer Luftlinie westlich der Republikhauptstadt Jakutsk, am rechten Ufer des Lena-Nebenflusses Wiljui.
Tschernyschewski  gehört zum Rajon Mirny, von dessen Verwaltungszentrum Mirny es knapp 100 Kilometer in nordwestlicher Richtung entfernt ist. Früher wurde von Tschernyschewski auch die 79 Kilometer nördlich an der Straße nach Aichal und Udatschny gelegene Siedlung Olguidach verwaltet, die 1989 noch etwa 500 Einwohner, aber 2001 nur noch 1 offiziellen Einwohner hatte. Heute ist Olguidach verlassen; das Territorium gehört zum ewenkischen „National-Nasleg“ (Landgemeinde) Sadyn mit Zentrum im weiter unterhalb am Wiljui gelegenen Dorf Sjuldjukar.

## Geschichte
Die Siedlung entstand 1959 im Zusammenhang mit der Errichtung des Staudamms und Wasserkraftwerkes des Wiljui-Stausees. 1961 wurde der Status einer Siedlung städtischen Typs verliehen. Die Siedlung wurde nach dem Schriftsteller, Publizisten und Revolutionär Nikolai Tschernyschewski benannt, der sich von 1864 bis 1883 in sibirischer Verbannung befand, darunter ab 1871 im flussabwärts am Wiljui gelegenen Wiljuisk.
Das Kraftwerk wurde 1976 fertiggestellt; danach sank die Einwohnerzahl.

### Bevölkerungsentwicklung
| Jahr | Einwohner |
| ---- | --------- |
| 1970 | 9394      |
| 1979 | 6029      |
| 1989 | 8298      |
| 2002 | 5310      |
| 2010 | 5025      |

Anmerkung: Volkszählungsdaten

## Wirtschaft und Infrastruktur
Ortsbildendes Unternehmen ist das Wiljui-Wasserkraftwerk (Wiljuiskaja GES) mit einer Leistung von 680 Megawatt, das vor allem der Energieversorgung der westjakutischen Diamantenbergbaugebiete um Mirny und Aichal-Udatschny dient und von Jakutskenergo betrieben wird. Daneben gibt es eine Fischzuchtanlage am Wiljui-Stausee, einen Forstwirtschafts- und einen geologischen Erkundungsbetrieb.
Durch die Siedlung verläuft die Straße, die von Lensk an der mittleren Lena über Mirny zu den etwa 330 bzw. 380 Kilometer nördlich von Tschernyschewski liegenden Bergbauzentren Aichal und Udatschny führt. Die Straße wird gegenwärtig ausgebaut und soll unter dem Namen Anabar bis an die im Nordwesten der Republik Sacha in den Arktischen Ozean mündenden Flüsse Olenjok und Anabar verlängert werden.